# Brida (fontaneria)

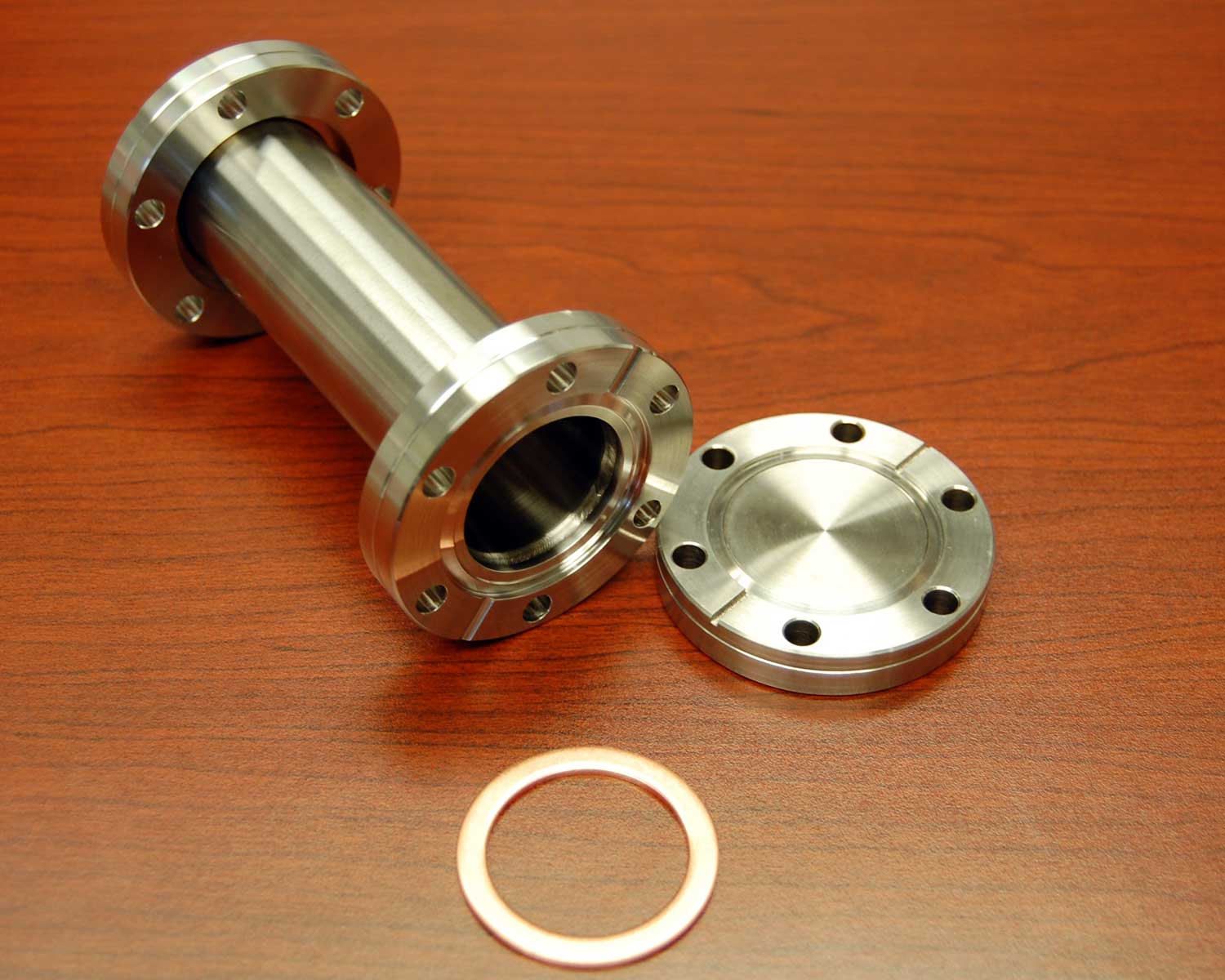
Canonada amb brida, brida cega i amb anell centrador.

Una brida és un element que uneix dos components d'un sistema de canonades, permetent ser desmuntat sense operacions destructives, gràcies a una circumferència de forats a través dels quals es munten perns d'unió. Està formada per l'ala, el coll, diàmetre de perns, cara.

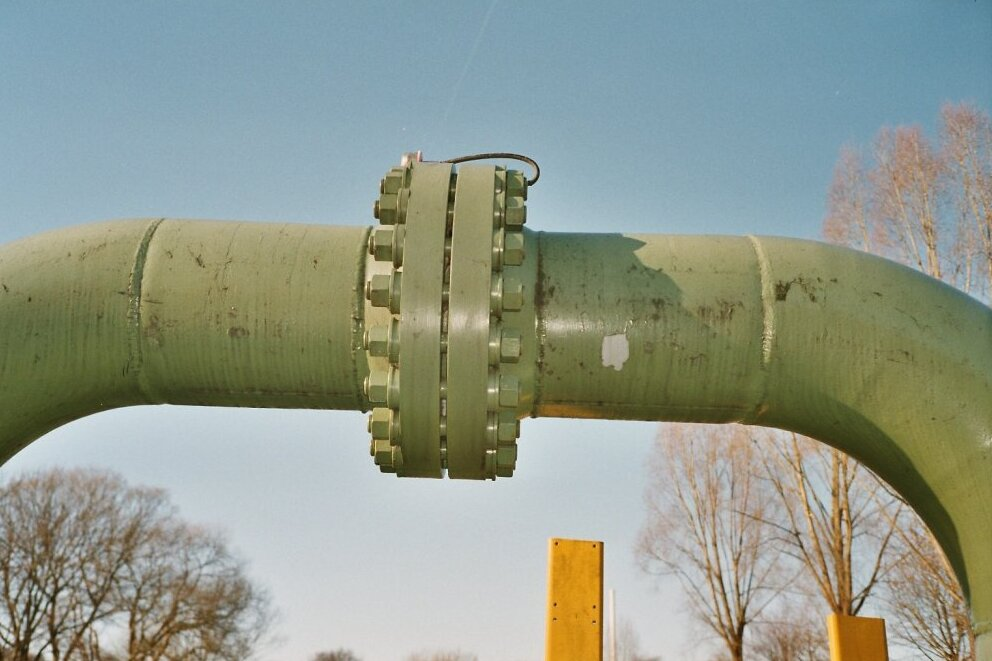
Unió brides.

## Tipus
Els dissenys de les brides més habituals són:
- Brides de coll per soldadura
- Brides boges (lap joints).[1]
- D'endoll i soldadura
- Brides roscades
- Brides cegues[2]
- Brides d'aïllament elèctric[3]
- Brides en vuit[4]

### Tipus de cares
Les cares de les brides estan fabricades de forma estàndard per mantenir unes dimensions concretes. Les cares de les brides estàndard més habituals són:
- Cara plana (FF)
- Cara amb ressalt (RF)
- Cara amb anell (RTJ)

## Brides ASME/ANSI

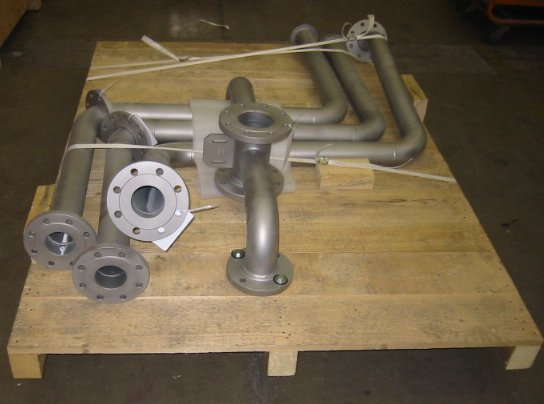
Brides en canonades d'acer inoxidable (en primer pla).

Les brides per a canonades segons els estàndards tècnics ASME/ANSI B16.5 o ASME/ANSI B16.47 normalment estan fetes a partir de forja amb les cares mecanitzades. Es classifiquen segons la seva 'classe de pressió' (una relació a partir de la qual es pot obtenir una corba segons la resistència a l'efecte conjunt pressió-temperatura). Les classes de pressió (pressure classes o rating, en anglès) s'expressen en lliures per polzada quadrada ({\displaystyle {\text{lb}}/{\text{in}}^{2}} o, simplement, el símbol #).
Les classes més usuals són: 150 #, 300 #, 600 #, 900 #, 1500 # i 2500 #, encara que ASME B16.47 reconeix la classe 75 # la qual està pensada per a pressions i temperatures de treball de baixa exigència.
Com més gran és la classe de pressió de les brides d'una xarxa de canonades, major resistència presentarà aquesta xarxa a l'efecte conjunt de la pressió i la temperatura. Així, per exemple, un sistema amb classe 150 # difícilment suportaria unes condicions de pressió i temperatura de 30 bar i 150 °C, mentre que una classe 300 # seria la ideal per a aquestes condicions. Com més gran és la classe de canonades d'una brida, major és el seu preu, per la qual cosa resultaria una despesa no justificat l'ús d'unes brides de 600 # per a aquest cas concret.

### Materials
Els materials usats normalment són (segons designació ASME):
- SA-A105[7]
- SA-A266[8]
- SA-A182[9]